# Niittysaari (ö i Norra Savolax, Kuopio, lat 63,16, long 27,05)
Niittysaari är en ö i Finland. Den ligger i sjön Saarinen och i kommunen Kuopio i den ekonomiska regionen  Kuopio ekonomiska region  och landskapet Norra Savolax, i den centrala delen av landet, 300 km norr om huvudstaden Helsingfors. Öns area är 2,2 hektar och dess största längd är 320 meter i sydöst-nordvästlig riktning.